# Syamsuddin Massa
Syamsuddin Massa (* 19. Juli 1997) ist ein indonesischer Leichtathlet, der im 5000-Meter-  und  im Hindernislauf antritt.

## Sportliche Laufbahn
Erste internationale Erfahrungen sammelte Syamsuddin Massa bei den Asienspielen 2018 im heimischen Jakarta, bei denen er im 5000-Meter-Lauf in 15:03,76 min den achten Platz belegte.
2018 wurde Massa Indonesischer Meister im Hindernislauf.

## Persönliche Bestzeiten
- 5000 Meter: 14:55,91 min, 9. Mai 2018 in Jakarta
- 3000 Meter Hindernis: 9:19,00 min, 10. Mai 2018 in Jakarta